# Groupe de recherche et d'appui aux initiatives mutualistes
Le Groupe de recherche et d'appui aux initiatives mutualistes (ou GRAIM) est une association sénégalaise à but non lucratif, créée dans les années 1990 en réponse à un besoin réel d'accès aux soins de santé des populations.

## Présentation
L'organisation est basée dans la région de Thiès (Sénégal), qui est sa zone d'intervention principale. Les secteurs dans lesquels elle s'investit sont, entre autres, la santé, l'environnement, l'économie, avec comme domaine transversal l'appui aux institutions et organisations communautaires de développement.
Le GRAIM est notamment très actif dans la création de mutuelles de santé,.